# L'uomo che vendette la sua pelle
L'uomo che vendette la sua pelle (The Man Who Sold His Skin) è un film del 2020 scritto e diretto da Kaouther Ben Hania.
La trama è ispirata all'opera d'arte moderna Tim (2006), dell'artista belga Wim Delvoye, che ha anche un cameo nel film. È stato il primo film tunisino a ottenere una candidatura all'Oscar al miglior film internazionale.

## Trama
Nel 2011 il giovane siriano Sam Ali è costretto a fuggire dal suo paese per evitare l'arresto, reo di aver detto alla leggera alcune frasi antigovernative durante la sua proposta di matrimonio alla bella Abeer, da cui è ricambiato. Un anno dopo, Abeer viene data in sposa dalla famiglia a un uomo più ricco, con cui si trasferisce a Bruxelles, lontano dalla guerra civile che infuria nel paese.
Mentre Sam sbarca il lunario a Beirut nella vana speranza di guadagnare qualcosa che gli permetta di raggiungere l'amata, con cui è ancora in contatto, e salvarla, viene notato dall'artista euro-americano Jeffrey Godefroi, celebre per le sue controverse opere d'arte moderna. In cambio dei soldi e dei documenti necessari a immigrare legalmente in Belgio, Sam accetta la mefistofelica proposta dell'artista: farsi tatuare un Visto Schengen sulla schiena e venire esposto nei più grandi musei del mondo come sua opera d'arte vivente.

## Produzione
La pellicola è una co-produzione internazionale, realizzata in 32 giorni tra la Tunisia (dove è stato ricostruito il museo che compare nel film), Marsiglia e Bruxelles, per un costo di 2,5 milioni di dollari, con il supporto di Eurimages e La Région SUD, e con la partecipazione del CNC francese, di Medienboard Berlin-Brandenburg, del Ministero degli affari culturali della Tunisia, del Centre du Cinéma et de l’Audiovisuel de la Fédération Wallonie-Bruxelles, del tax shelter del governo federale belga attraverso il Belgian Films Fund, dello Svenska Filminstitutet, del Fonds image de la Francophonie e della SACEM.
La trama del film è ispirata all'opera d'arte Tim: creata da Wim Delvoye nel 2006, si tratta di un uomo che, seduto su un basamento posto in un'area museale, esibisce la propria schiena su cui è stata tatuata l'immagine della Vergine Maria, circondata da un teschio e alcune decorazioni in stile messicano e giapponese. L'opera è stata messa all'asta e sarà asportata ed esposta al momento del decesso di Tim Steiner, la sua tela umana. Durante un'esibizione temporanea al Museo del Louvre nel 2012, la regista e sceneggiatrice Kaouther Ben Hania ha avuto modo di visitare l'opera, traendone ispirazione per il film. Delvoye è stato coinvolto anche nelle riprese, interpretando la parte dell'assicuratore dell'ultima coppia di compratori di Sam Ali.
Ben Hania ha dichiarato di aver cercato espressamente un attore siriano per il ruolo del protagonista facendo un casting online, finché la scelta non è caduta su Yahya Mahayni, ex avvocato con pochissime esperienze di recitazione.

## Distribuzione
Il film è stato presentato in anteprima il 4 settembre 2020 nella sezione Orizzonti della 77ª Mostra internazionale d'arte cinematografica di Venezia. È stato presentato anche ad altri festival internazionali tra il 2020 e 2021, tra cui il Tokyo International Film Festival, il Festival del cinema di Stoccolma, il Tallinn Black Nights Film Festival e l'Edinburgh Film Festival. È stato distribuito nelle sale cinematografiche italiane da Wanted a partire dal 7 ottobre 2021.

### Adattamento
Generalmente, il titolo è stato tradotto fedelmente nella lingua dei paesi in cui il film è stato esportato, ad esempio L'Homme qui a vendu sa peau in francese ed El hombre que vendió su piel in spagnolo. Per il pubblico arabofono, invece, è stato scelto un titolo traducibile come L'uomo che si è venduto le spalle (in arabo الرجل الذي باع ظهره‎?, Ar-rajul allaḏī bāʿa ẓahrihu).

## Riconoscimenti
- 2021 - Premio Oscar[8]
  - Candidatura per il miglior film internazionale (Tunisia)
- 2020 - Festival del cinema di Stoccolma[9]
  - Miglior sceneggiatura a a Kaouther Ben Hania
  - In concorso per il Cavallo di bronzo al miglior film
- 2020 - Mostra internazionale d'arte cinematografica[10][11]
  - Premio Orizzonti per la miglior interpretazione maschile a Yahya Mahayni
  - Premio per l'inclusione "Edipo Re"
  - In concorso (Orizzonti)
- 2021 - Premio Lumière[12]
  - Miglior co-produzione internazionale
- 2022 - Premio Magritte
  - Candidatura a miglior film straniero in coproduzione